# Nefteïougansk
Nefteïougansk (en russe : Нефтеюганск) est une ville russe située dans le district autonome des Khantys-Mansis–Iougra. Sa population s'élevait à 127 255 habitants en 2020. Nefteïougansk a été bâtie près d'un des plus grands gisements de pétrole de Russie.

## Géographie
Nefteïougansk se trouve dans la plaine de Sibérie occidentale, près du fleuve Ob, à 47 km au sud-ouest de Sourgout, à 193 km à l'est de Khanty-Mansiïsk et à 2 096 km au nord-est de Moscou.

## Histoire
Nefteïougansk est une ville récente. Elle est apparue en 1961 sur l'emplacement d'un campement ouvrier créé près d'un gisement de pétrole découvert un an auparavant. Son nom vient de Neft (qui signifie pétrole) et Iouganskaïa, nom d'une affluent de l'Ob coulant dans le voisinage. En 1967, elle reçut le statut de ville.
Jusqu'à présent l'industrie du pétrole reste le plus gros employeur de la ville. La ville était un des principaux sites de la compagnie pétrolière Ioukos, reprise en 2004 par la société d'État Gazprom après que son patron eut été poursuivi et mis en prison pour fraude fiscale, poursuite sans doute liée à son soutien à un parti d'opposition. Début 2006, le maire de la ville, Igor Gribanov, homme semble-t-il intègre, décède de manière suspecte. La ville a déjà un long passé de violences puisqu'un de ses maires Vladimir Petoukhov avait été assassiné en 1998 par le chef de la sécurité de Ioukos, la compagnie de Mikhaïl Khodorkovski, et que deux adjoints à la mairie avaient été blessés en 2005.

## Population
Recensements (*) ou estimations de la population
| 1959* | 1970*  | 1979*  | 1989*  | 2002*   |
| ----- | ------ | ------ | ------ | ------- |
| 600   | 19 675 | 52 393 | 93 930 | 107 830 |

| 2006    | 2010*   | 2012    | 2013    | 2014    |
| ------- | ------- | ------- | ------- | ------- |
| 112 975 | 122 855 | 125 173 | 125 882 | 125 850 |

## Jumelages
- Ankum (Allemagne)
- Baltiisk (Russie)